# 2000 في باكستان
فيما يلي قوائم الأحداث التي وقعت خلال عام 2000 في باكستان.

## كتب
من الكتب التي صدرت هذه السنة في باكستان:
- 1 نوفمبر – دين الله من تأليف رياض أحمد جوهر شاهي.

## مواليد

### يناير
- 1 يناير – بيجوم جان
- 1 يناير – تسنيم زهرا حسين فيزيائية باكستانية.
- 1 يناير – سيتارا بروج أكبر

## وفيات

### ديسمبر
- 9 ديسمبر – بيلي يورك (مواليد 1910) لاعبة كرة مضرب بريطانية.